# Upton Cressett
Pour les articles homonymes, voir Upton (homonymie).
Upton Cressett est une paroisse civile et un village du Shropshire, en Angleterre.